# NGC 2194
NGC 2194 (другое обозначение — OCL 495) — рассеянное скопление в созвездии Орион.
Этот объект входит в число перечисленных в оригинальной редакции «Нового общего каталога».
Обнаружено 11 февраля 1784 года Уильямом Гершелем.
Диаграмма Герцшпрунга-Рассела для этого скопления показывает хорошо определённую главную последовательность и последовательность красных гигантов в виде сгустка. Главная последовательность содержит чёткие признаки того, что в NGC 2194 есть две разных популяции звёзд.
Является молодым, но бедным металлами скоплением. Дефицит металлов в NGC 2194 можно объяснить тем, что оно образовалось далеко от центра Млечного Пути, во внешнем диске Галактики .